# Natolińczycy

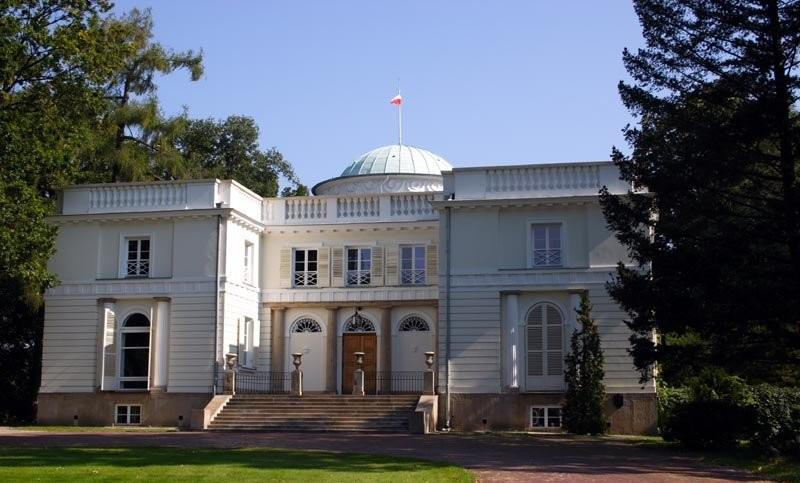
Pałac w Natolinie, gdzie spotykali się frakcjoniści

Natolińczycy (również frakcja natolińska) – jedna z nieformalnych rywalizujących o władzę w kierownictwie PZPR frakcji (opozycyjna wobec „puławian”), która wyłoniła się na początku 1956 roku. Nazwa pochodzi od miejsca, gdzie odbywały się jej spotkania – pałacyku rządowego w Natolinie.
W 1962 roku w paryskiej „Kulturze” ukazał się artykuł pt. „Chamy i żydy”, autorstwa Witolda Jedlickiego. Artykuł opisywał walkę między „natolińczykami”, a „puławianami”. „Natolińczycy” zostali porównani do chamów, którzy byli ludźmi uczciwymi, lecz pracującymi dla Moskwy, zaś „puławianie” zostali porównani do Żydów.
„Natolińczycy” byli przeciwnikami liberalizacji systemu. Głosili hasła nacjonalistyczne i antysemickie w celu zdobycia władzy w partii. Najważniejsi przedstawiciele to Zenon Nowak, Wiktor Kłosiewicz, Aleksander Zawadzki, Julian Tokarski, Eugeniusz Szyr, Stefan Jędrychowski, Kazimierz Witaszewski, a później także Grzegorz Korczyński i Mieczysław Moczar. „Natolińczyków” charakteryzował silny syndrom antyinteligencki i poparcie dla silnej władzy, chcieli tylko nieznacznie zreformować system.